# Ácido hidroxibenzenossulfônico
Ácido hidroxibenzenossulfônico ou ácido fenolsulfônico são um grupo de compostos orgânicos que são formados por um anel benzeno com um grupo hidróxi (-OH), caracterizando um fenol, e um grupo sulfônico (–SO2OH), como substituintes. Devido a seus diferentes arranjos, tem-se três isômeros com a fórmula C6H6O4S. 
| Ácido fenolsulfônico         |                                               |                                               |                                               |
| Nome                         | Ácido 2-hidroxibenzenossulfônico              | Ácido 3-hidroxibenzenossulfônico              | Ácido 4-hidroxibenzenossulfônico              |
| Outros nomes                 | Ácido o-fenolsulfônico Ácido 2-fenolsulfônico | Ácido m-fenolsulfônico Ácido 3-fenolsulfônico | Ácido p-fenolsulfônico Ácido 4-fenolsulfônico |
| Fórmula estrutural           |                                               |                                               |                                               |
| Número CAS                   | 609-46-1                                      | 585-38-6                                      | 98-67-9                                       |
| PubChem                      | PubChem 11867                                 | PubChem 11451                                 | PubChem 4765                                  |
| Fórmula química              | C6H6O4S                                       | C6H6O4S                                       | C6H6O4S                                       |
| Massa molar                  | 174,18 g·mol−1                                | 174,18 g·mol−1                                | 174,18 g·mol−1                                |
| Estado físico                | sólido                                        |                                               | sólido                                        |
| Aparência                    | sólido amarelado                              |                                               | agulhas cristalinas incolores                 |
| Ponto de fusão               | 145 °C (decomposição)                         |                                               | ~0 °C (sob forma comercial)                   |
| Ponto de ebulição            |                                               |                                               | ~100 °C (sob forma comercial)                 |
| Solubilidade                 | solúvel em água                               |                                               | solúvel em água                               |
| Identificação no sistema GHS | nenhuma classificação disponível              | nenhuma classificação disponível              | Corrosivo e Nocivo                            |
| Advertências de perigo GHS   | sem advertência                               | sem advertência                               | 314 - 341                                     |
| Advertências de perigo GHS   | ver acima                                     | ver acima                                     | ver acima                                     |
| Advertências de perigo GHS   | ver acima                                     | ver acima                                     | 280 305+351+338 310                           |
| Informações de perigosos     | nenhuma classificação disponível              | nenhuma classificação disponível              |                                               |
| Frases R                     | veja acima                                    | veja acima                                    | 34                                            |
| Frases S                     | veja acima                                    | veja acima                                    | 26\|36/37/39\|45                              |

## Propriedades
Os ácido fenolsulfônico apresentam-se como sólidos ou líquidos incolores a amareladas.

## Produção
Ácido 2-fenolsulfónico e ácido 4-fenolsulfónico podem ser preparados por sulfonação do fenol com ácido sulfúrico concentrado e são recuperados de uma mistura na qual os dois surgem como produtos. Uma sulfonação vigorosa do fenol dá como resultado o ácido fenol-2,4-dissulfônico.